# USA (Yacht)

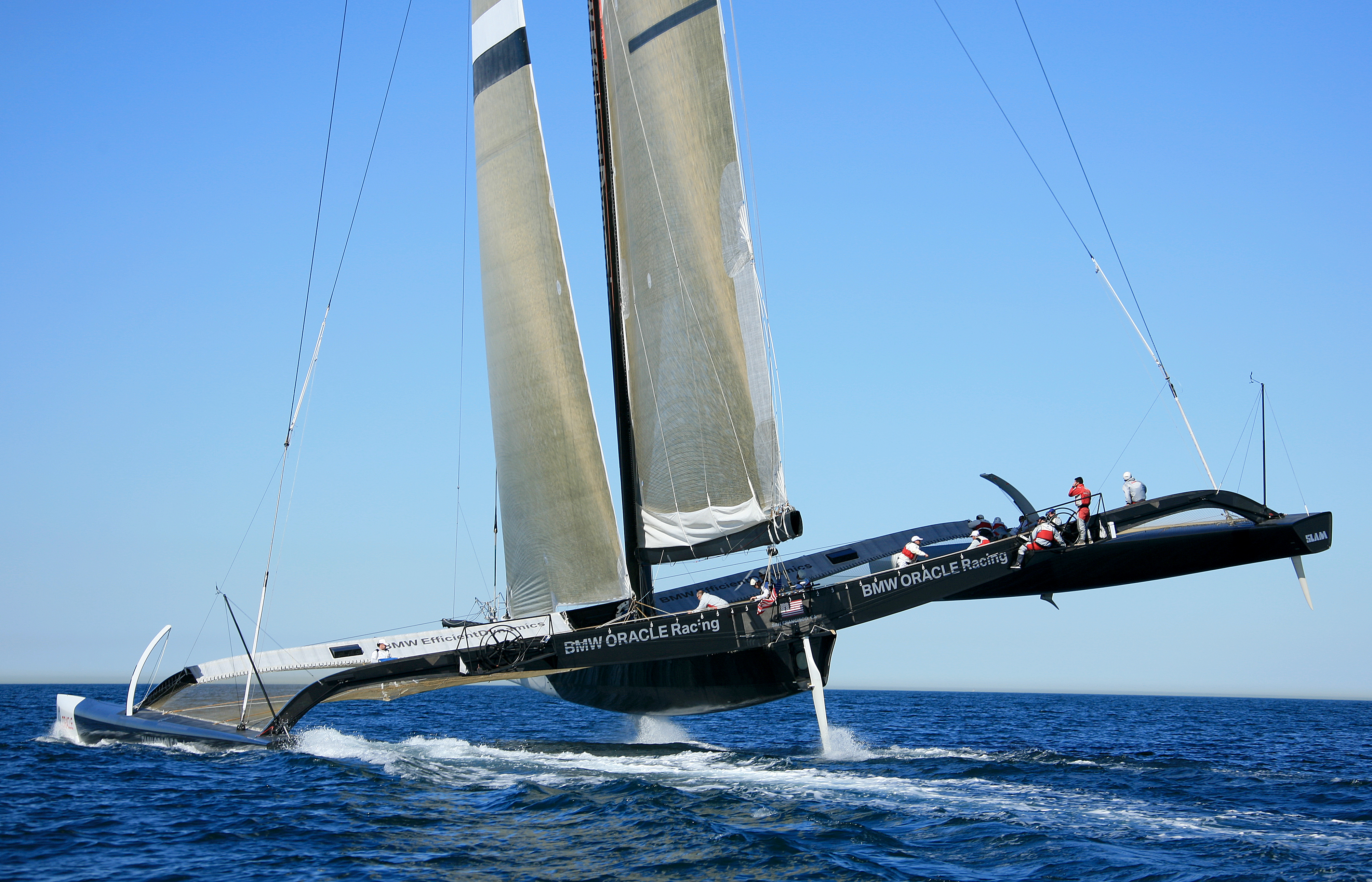
Die USA mit herkömmlichen Segeln (2. Februar 2009 vor San Diego)

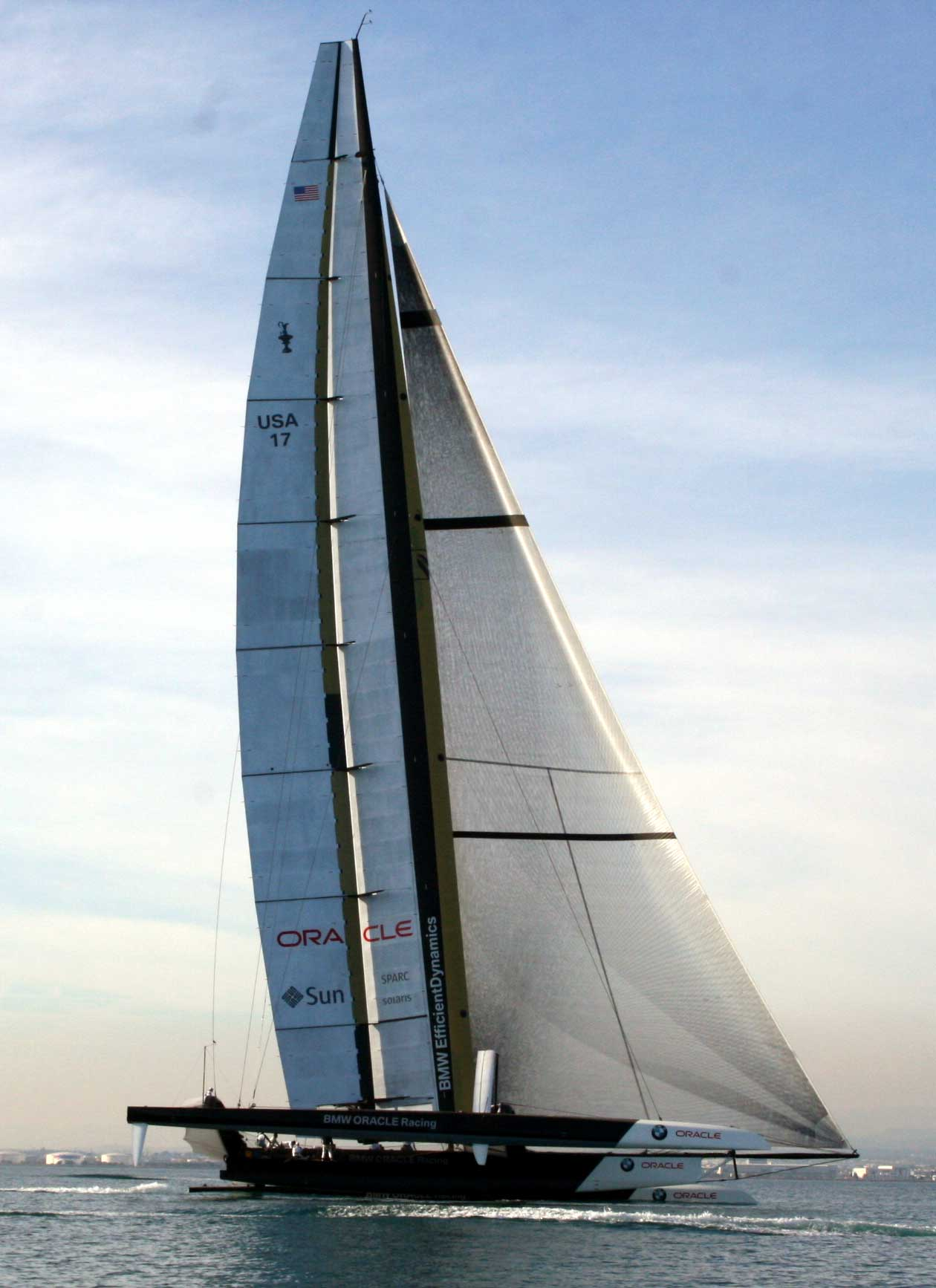
Blick auf das neuentwickelte zweigliedrige Flügelsegel links, rechts das Vorsegel der USA (22. Januar 2010 vor Valencia)

Die USA 17 (BMW Oracle Racing 90) ist ein Trimaran, gebaut vom Segelteam BMW Oracle Racing für den direkten Vergleich mit dem Katamaran Alinghi 5 im 33. America’s Cup, der 2010 ausgetragen wurde. Am 12. Februar 2010 gewann die USA das erste Rennen gegen die Alinghi 5 mit über 15 Minuten Vorsprung, am 14. Februar das zweite Rennen mit über 5:26 Minuten Vorsprung, und holte damit den America’s Cup zurück in die USA.
Der Mittelrumpf hat eine Länge von 90 Fuß (ca. 27 Meter), gemessen an der Wasserlinie. Die Außenschwimmer sind deutlich länger, allerdings berührt deren Wasserlinie bei der Vermessung das Wasser nur im vorderen Teil. Diese Unterschiede führten im Vorfeld des America’s Cup zu Rechtsstreitigkeiten über die Einhaltung des Vermessungsreglements.
Die USA ist sehr leicht für ihre Größe, da sie fast ausschließlich aus kohlenstofffaserverstärktem Kunststoff gebaut wurde. Zusätzlich zu den üblichen Segeln hat sie ein starres Segel, das aus Kohlenstofffaser und Kevlar gebaut ist, das Flügel-Segel, das auf einem zweigliedrigen, einzeln trimmbaren Tragflächenprofil beruht, ähnlich einem Flugzeugflügel. Das Vorsegel wird statt am Bug auf einem Klüverbaum gefahren. Anfangs wurde parallel an zwei Takelungen gearbeitet: konventionelles Segel und feststehender Flügel. Nach einem Mastbruch im Herbst 2009 entschied sich das Team, nur den Flügel weiterzuentwickeln. Der hintere Teil des Flügels besteht aus einzeln verstellbaren Segmenten – dadurch kann für jeden Wind eine optimal gewölbte Fläche für den maximalen Vortrieb eingestellt werden. Da der Flügel auch im Ruhezustand (z. B. beim abendlichen Ankern) nicht verkleinert werden kann, muss das Schiff auch zu Pausenzeiten ständig bemannt bleiben.
Bei dieser Yacht werden motorbetriebene Winschen verwendet – die Männer zur Bedienung der Handkurbeln (Grinder) sind nicht mehr nötig. Neben der Gewichtseinsparung können Segelmanöver nun schneller durchgeführt werden.
Trotz seiner Breite ist der Trimaran so leicht und der Mast so hoch (bis zu 55 m, also doppelte Rumpflänge), dass er falsch gesegelt schon bei etwa zehn Knoten Windgeschwindigkeit kentern kann. Bei guten Windbedingungen kommt auch der Mittelrumpf aus dem Wasser, und der Trimaran segelt nur auf dem Leeausleger. Dafür können statt der mit Kielbootyachten üblichen zehn Knoten Geschwindigkeit in bisherigen America’s-Cup-Rennen bis zu 40 Knoten (74 km/h) Spitzengeschwindigkeit erreicht werden. Im zweiten Rennen gegen Alinghi 5 erreichte die USA über 33 Knoten Spitzengeschwindigkeit – bis zu dreifache Windgeschwindigkeit.
Der Trimaran wurde vom BMW Oracle Racing Design Team von 30 Designern und Ingenieuren unter der Direktion von Mike Drummond entwickelt. Leitende Schiffsbauarchitekten waren Van Peteghem und Lauriot Prévost (VPLP Yacht Design). Der Bootsrumpf wurde aus Karbonverbundwerkstoffen von Core Builders in Anacortes in 150.000 Arbeitsstunden gebaut. Der Mast wurde von Hall Spars in Bristol (Rhode Island) und von Core Builders in Anacortes gebaut.
Zur Optimierung des Trimarans werden bei Testfahrten von Sensoren 26.500 Daten pro Sekunde aufgezeichnet.

## Technische Daten
- Bootstyp: Trimaran
- Länge über alles: 30 m (100 Fuß)
- Länge Wasserlinie: 27 m (90 Fuß)
- Breite: 27 m (90 Fuß)
- Rumpfmaterial: Carbonverbundwerkstoffe
- Verdrängung: etwa 14–16 t
- Masthöhe: bis zu 55 m (185 Fuß)
- Flügel-Segel
  - Höhe: 57 m, mit allen 9 Segmenten 68 m
  - Flügeltiefe: 2,5 bis 9 m
  - Breite: 0,5 bis 2 m
  - Oberfläche: 650 m²
  - Gewicht: 3.500 kg
  - Neun einzeln per Seilzug verstellbare Klappen, aus denen der Hinterflügel besteht, ermöglichen eine bessere Segeltrimmung als ein weiches Segel[5] (werden auch flap genannt, wie die Landeklappen beim Flugzeug)
- Großsegel: 630 m²
- Vorsegel: 620 m²
- Gennaker: 780 m²